# Nero di Marte
I Nero di Marte sono una band post-metal di Bologna.

## Storia del gruppo
Precedentemente conosciuti come Murder Therapy la band rilascia sotto questo nome un album (Symmetry of Delirium 2009) e due EP (The Therapy 2008, Molochian 2011). Nel 2012 cambiano nome in Nero di Marte, nome usato anche per l'album di debutto uscito per l'etichetta statunitense Prosthetic Records nel marzo del 2013. A dicembre dello stesso anno la band si imbarca in un tour nordamericano con i Gorguts, invitati dal frontman Luc Lemay.
Ad aprile/maggio 2014 iniziano le registrazioni per il secondo album e per uno split con la band Void of Sleep, finanziato sulla piattaforma di crowdfunding Indiegogo per sopperire al furto di tutti gli strumenti delle due band dopo un concerto a Roma. A luglio viene pubblicato su Bandcamp e tramite vinile 7" lo split EP MMXIV contenente la traccia inedita "Finis Terrae", mentre ad ottobre vede la luce il secondo album, Derivae, tramite Prosthetic Records.
Nel corso degli anni i Nero di Marte hanno suonato dal vivo assieme a band come Godflesh, Cynic, Gorguts, Origin, Red Fang, Decapitated, The Ocean, Intronaut, Ulcerate.

## Formazione

### Formazione attuale
- Sean Worrell - voce e chitarra
- Francesco D'Adamo - chitarra
- Andrea Burgio - basso
- Giulio Galati - batteria

### Ex componenti
- Marco Bolognini - batteria (2009 - 2016)

## Discografia

### Album studio
- Symmetry of Delirium (2009) come Murder Therapy
- Nero di Marte (2013)
- Derivae (2014)
- Immoto (2020)

### EP
- The Therapy (2008) come Murder Therapy
- Molochian (2011) come Murder Therapy
- MMXIV Nero di Marte/Void of Sleep split (2014)